# مونتو (فرنسا)
مونتو بلدة في اقليم غارون العليا الذي يقع جنوب غرب فرنسا .

## الموقع الجغرافي
يتدفق نهر ليز شمالًا عبر الجزء الشرقي من البلدة ويشكل جزءًا من حدودها الشمالية الشرقية.
يشكل نهر غالون جزءًا من الحدود الغربية للبلدة.
يحد البلدة ثماني بلدات أخرى: موزاك من الشمال ، بومون سور ليز من الشمال الغربي ، أوريبيل من الشرق ، سان سولبيس سور ليز من الجنوب الشرقي ، مونتغازين من الجنوب ، ماركيف من الجنوب الغربي ، كابينز إلى الغرب ، وأخيراً طريق نوي إلى الشمال الغربي.

## اقرأ المزيد
- بلدات اقليم غارون العليا